# Китайский квартал

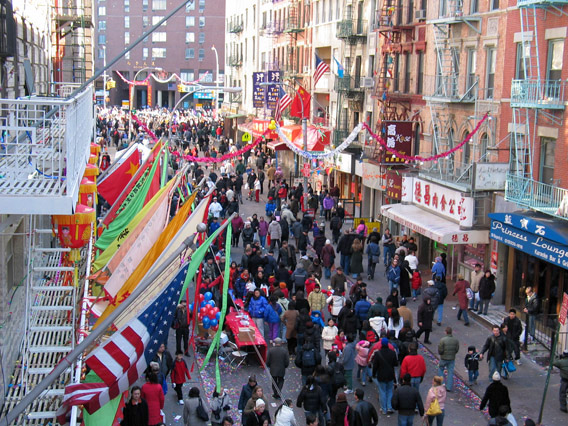
Чайна-таун (Манхэттен)

Кита́йский кварта́л, кита́йская слобода́ (англ. Chinatown Чайна-таун — «китайский город»; кит. упр. 唐人街, палл. Танжэньцзе, буквально: «улица танских людей», а также кит. упр. 华埠, палл. Хуабу, буквально: «китайский причал») — населённые китайцами кварталы в некитайских городах. Центры коммерции, туризма и китайской культуры. Вместе с тем в китайских кварталах иногда существуют проблемы этнических китайских преступных группировок. Старейшие (200-летние) китайские кварталы расположены в Нагасаки и Бангкоке.
Старейшим чайна-тауном за пределами Азии является китайский квартал в Сан-Франциско, он был основан в 1850 году. Более новые китайские кварталы расположены в Мельбурне, Лас-Вегасе, Лондоне, Париже и Сеуле.

## Китайские слободы в России

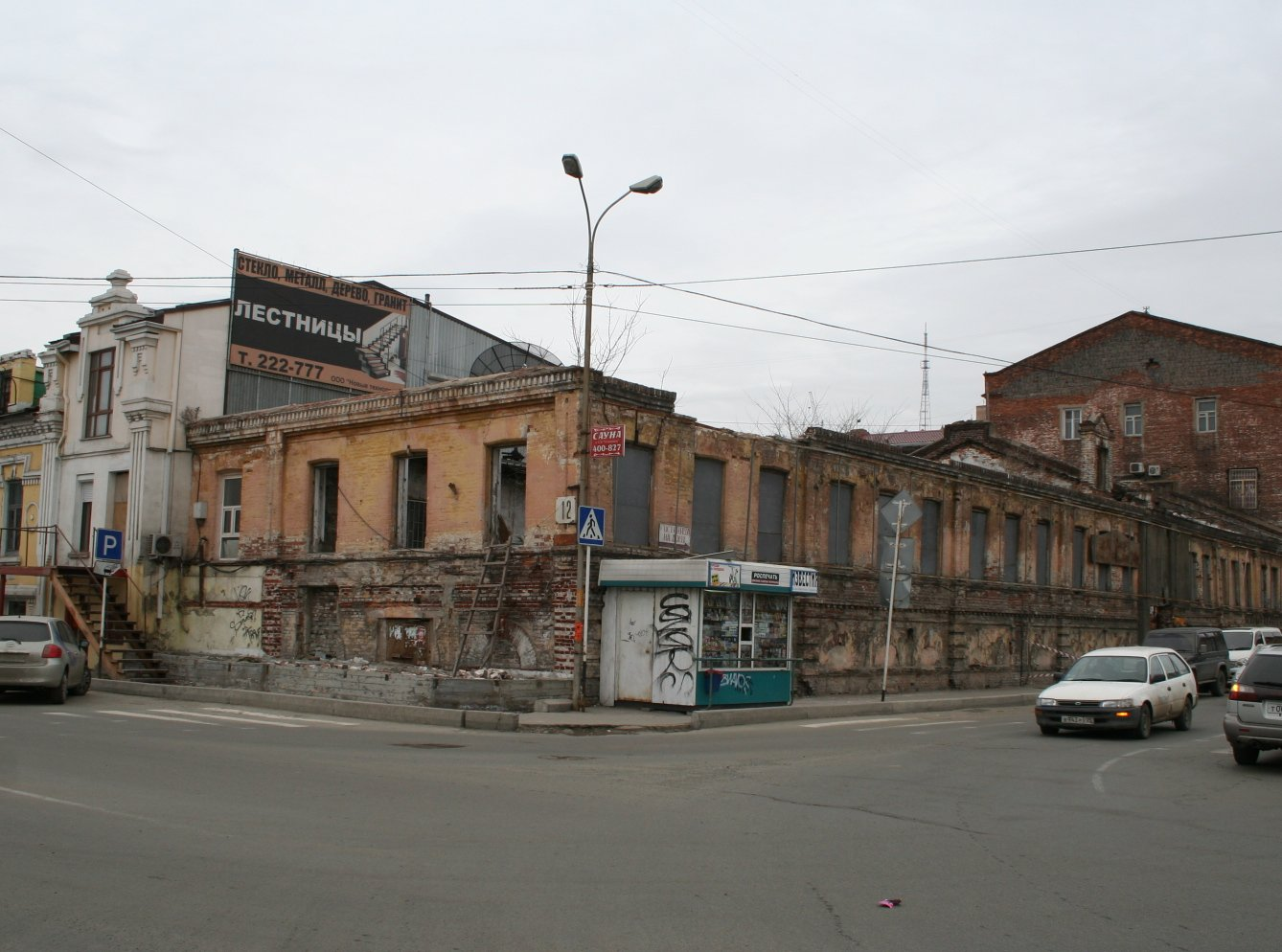
Участок № 12 по ул. Корейской (совр. Пограничная) — часть владивостокской Миллионки. В нач. XX в. во дворе дома действовал китайский театр

В дореволюционной России в ряде городов Дальнего Востока — Благовещенске, Хабаровске, Николаевске-на-Амуре, Никольске-Уссурийском и Владивостоке — существовали китайские слободы. Формирование китайских общин в этих городах началось в 1870-х гг. и сопровождало общий рост китайского населения российского Дальнего Востока (за счет выходцев из соседней Маньчжурии и трудовых мигрантов из провинции Шаньдун). Нежелание китайцев подчиняться административным и санитарным правилам обусловило в последние годы XIX в. стремление властей к выселению их в особые кварталы на городских окраинах. Попытки реализации подобных планов на уровне местного законодательства, как правило, заканчивались провалом по причине пассивного сопротивления китайцев. Принудительные меры вызывали жалобы китайцев в вышестоящие властные органы Российской Империи, вплоть до Сената. После событий 1900 г. в Китае генерал-губернатор Приамурского края Н. И. Гродеков направил в Санкт-Петербург обоснование необходимости создания китайских слобод. 29 сентября (12 октября) 1902 года Николай II официально предоставил думам городов Дальнего Востока право «составлять обязательные постановления об ограничении особыми кварталами жительства тех азиатцев, антисанитарные условия жизни коих вызывают необходимость особого надзора». На этом основании были изданы обязательные постановления о создании китайских слобод: для Хабаровска и Никольска-Уссурийского — в 1902 году, для Николаевска — в 1903 году, для Владивостока — в 1906 году и для Благовещенска — в 1910 году Наибольшую известность в истории получила Миллионка — китайская слобода во Владивостоке, ликвидированная в 1936 году.
В Мурманске в 1920-е годы существовал Шанхай, местный китайский квартал, населенный китайцами, прибывшими во время Первой мировой войны на строительство Мурманской железной дороги. Район был полностью разрушен бомбежками во время Великой Отечественной войны.

## Галерея

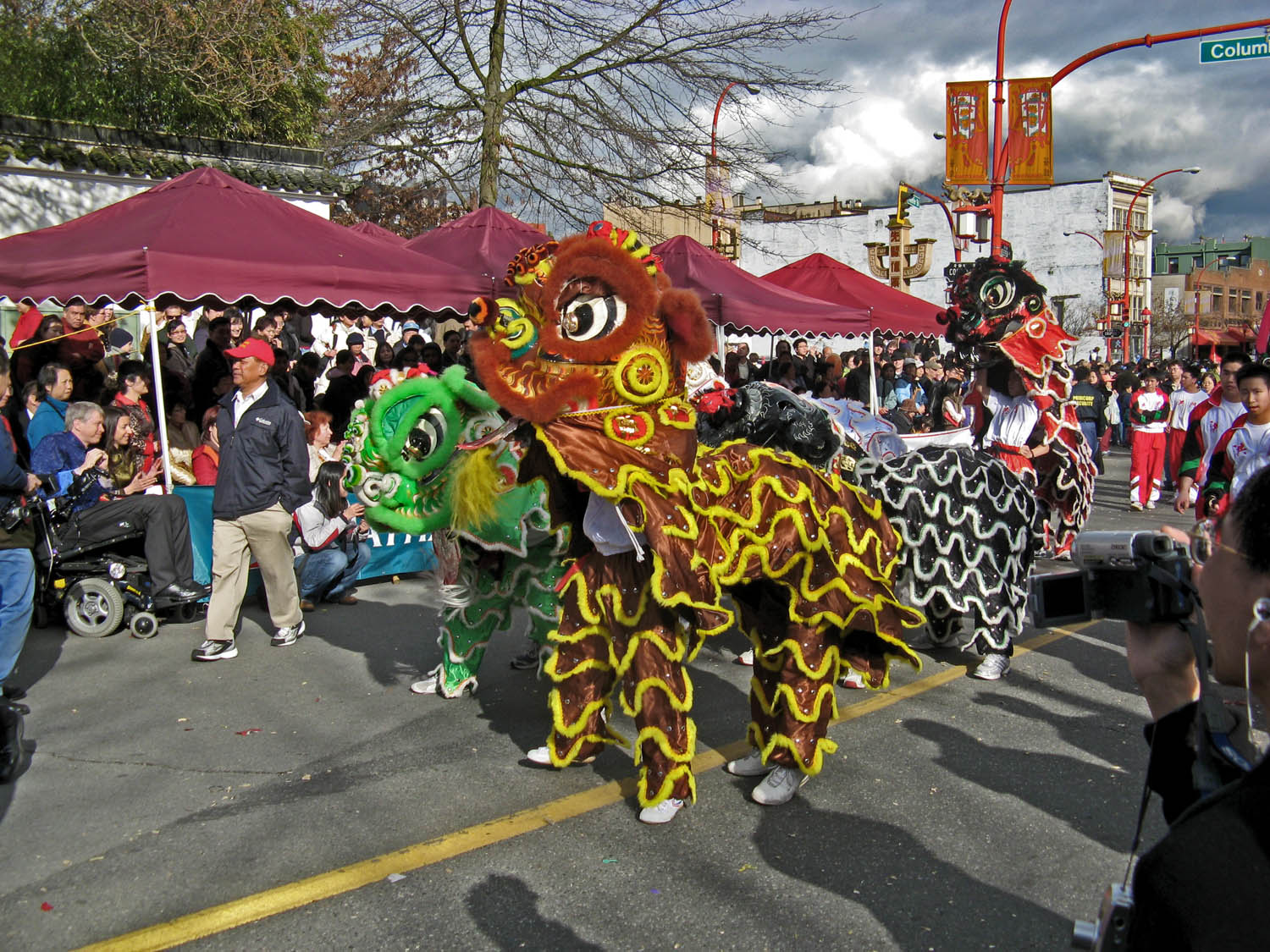
Ванкувер
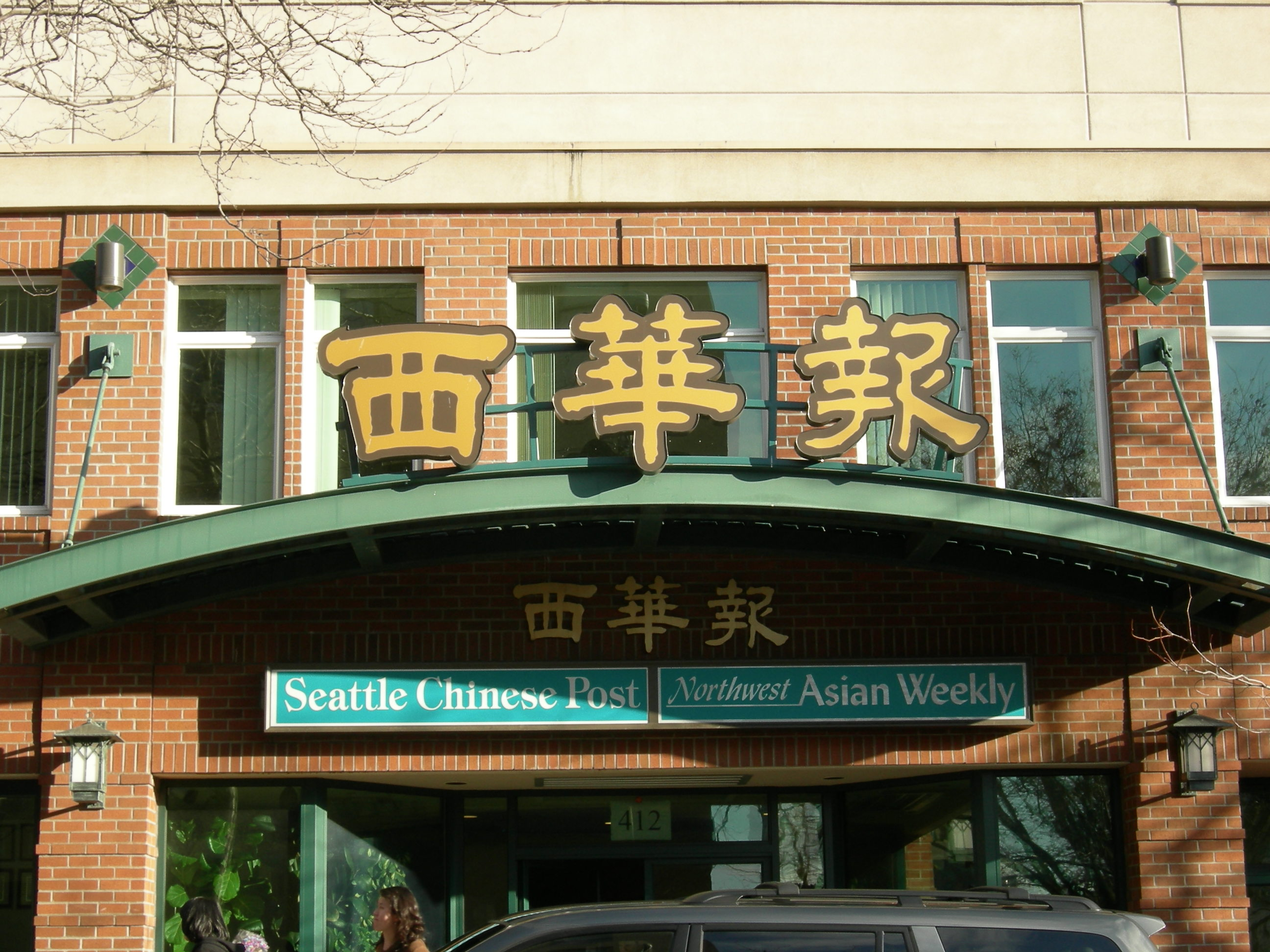
Сиэтл
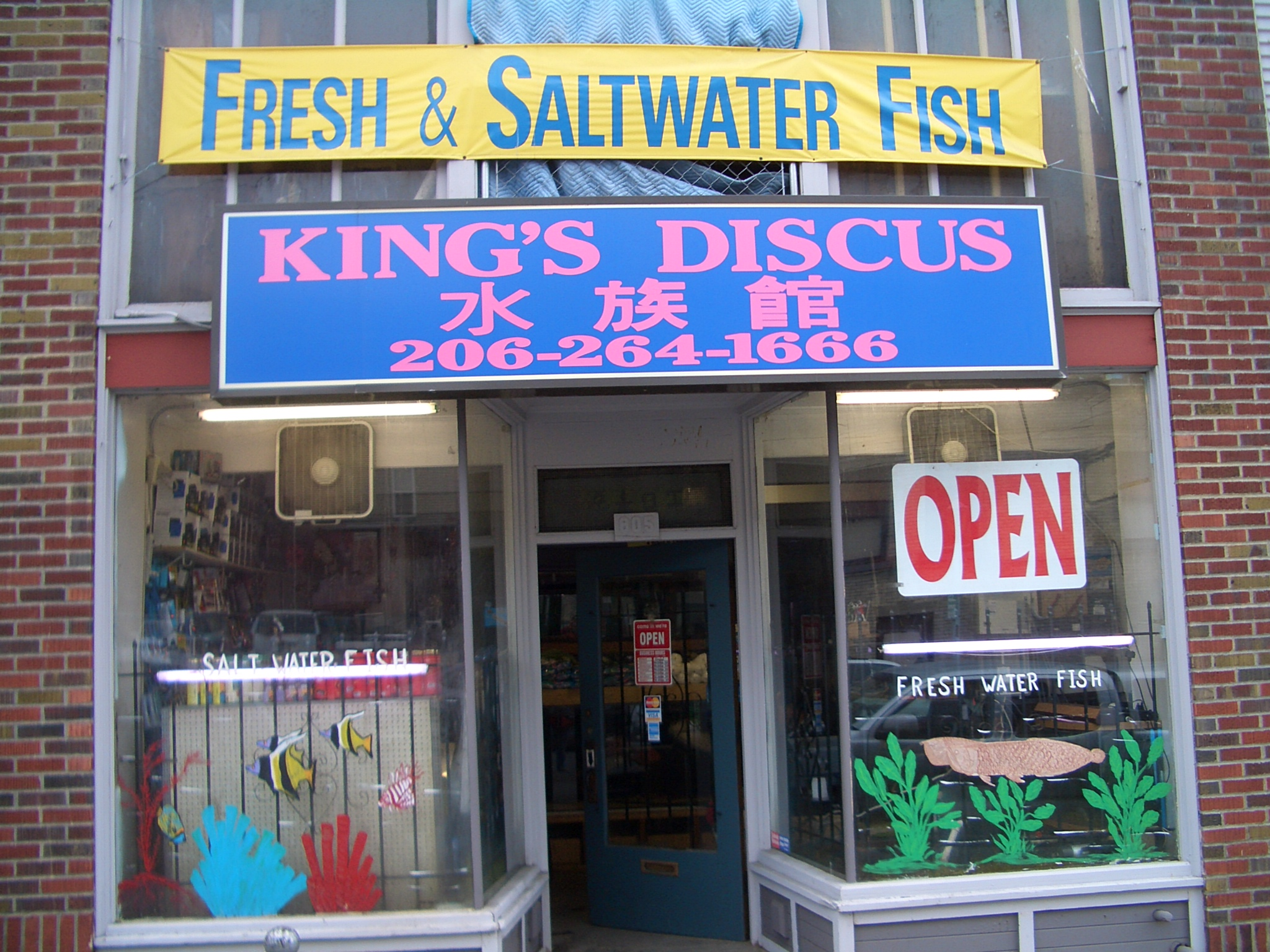
Сиэтл
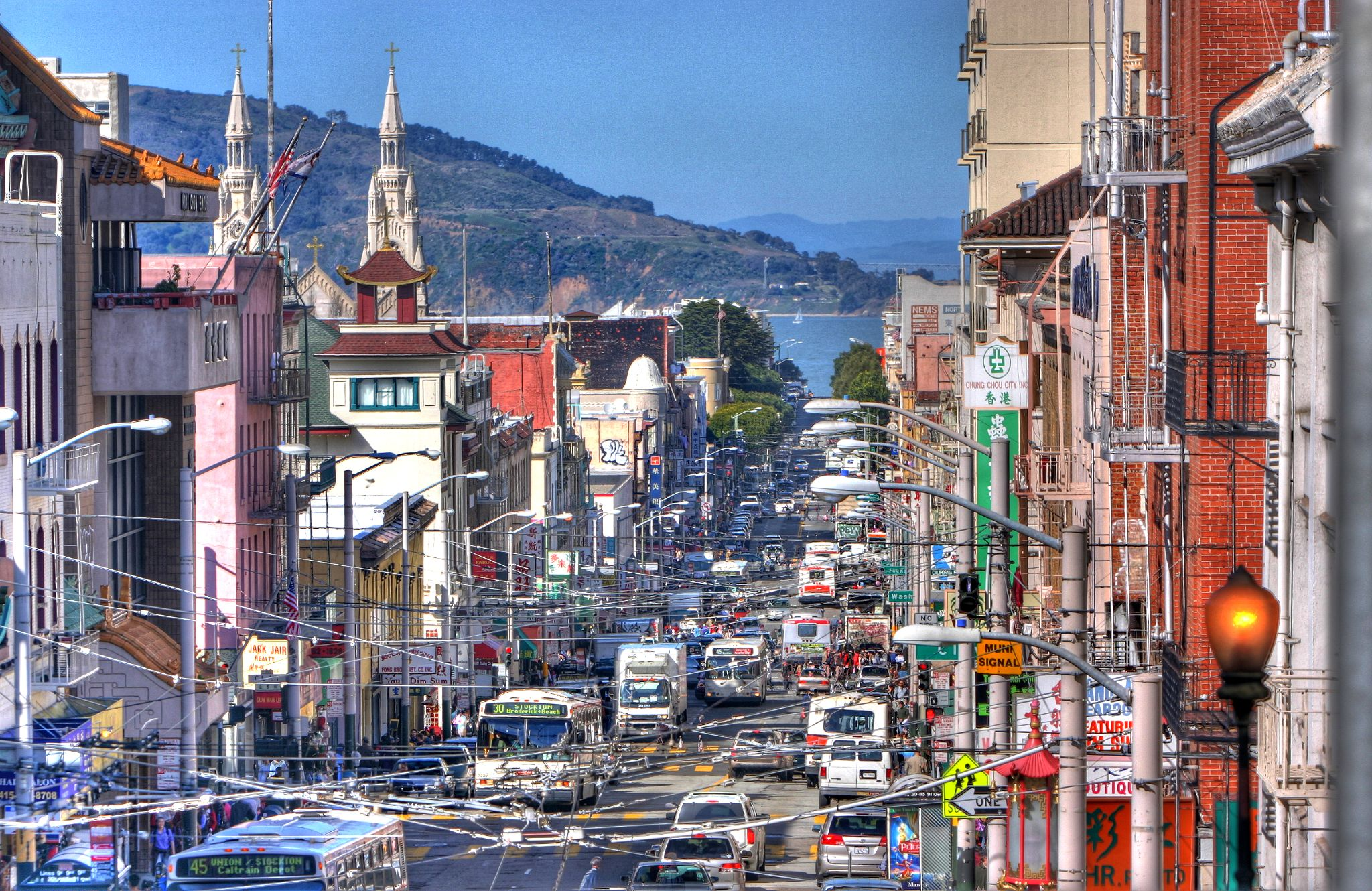
Сан-Франциско
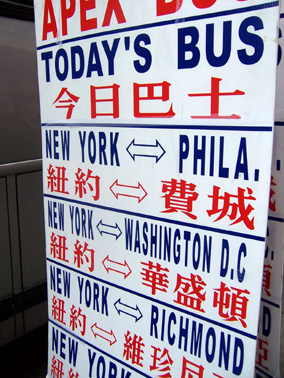
Нью-Йорк
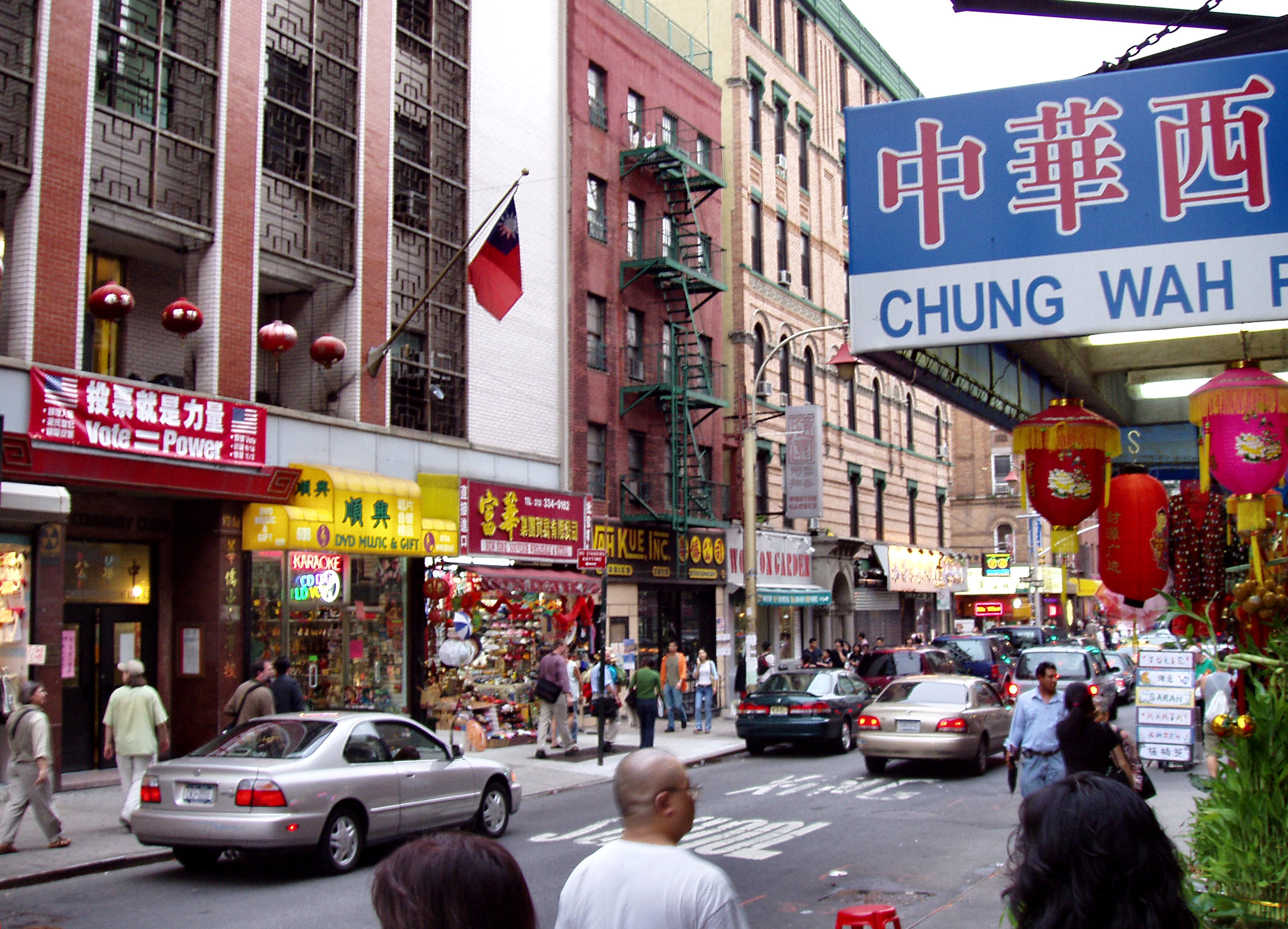
Нью-Йорк
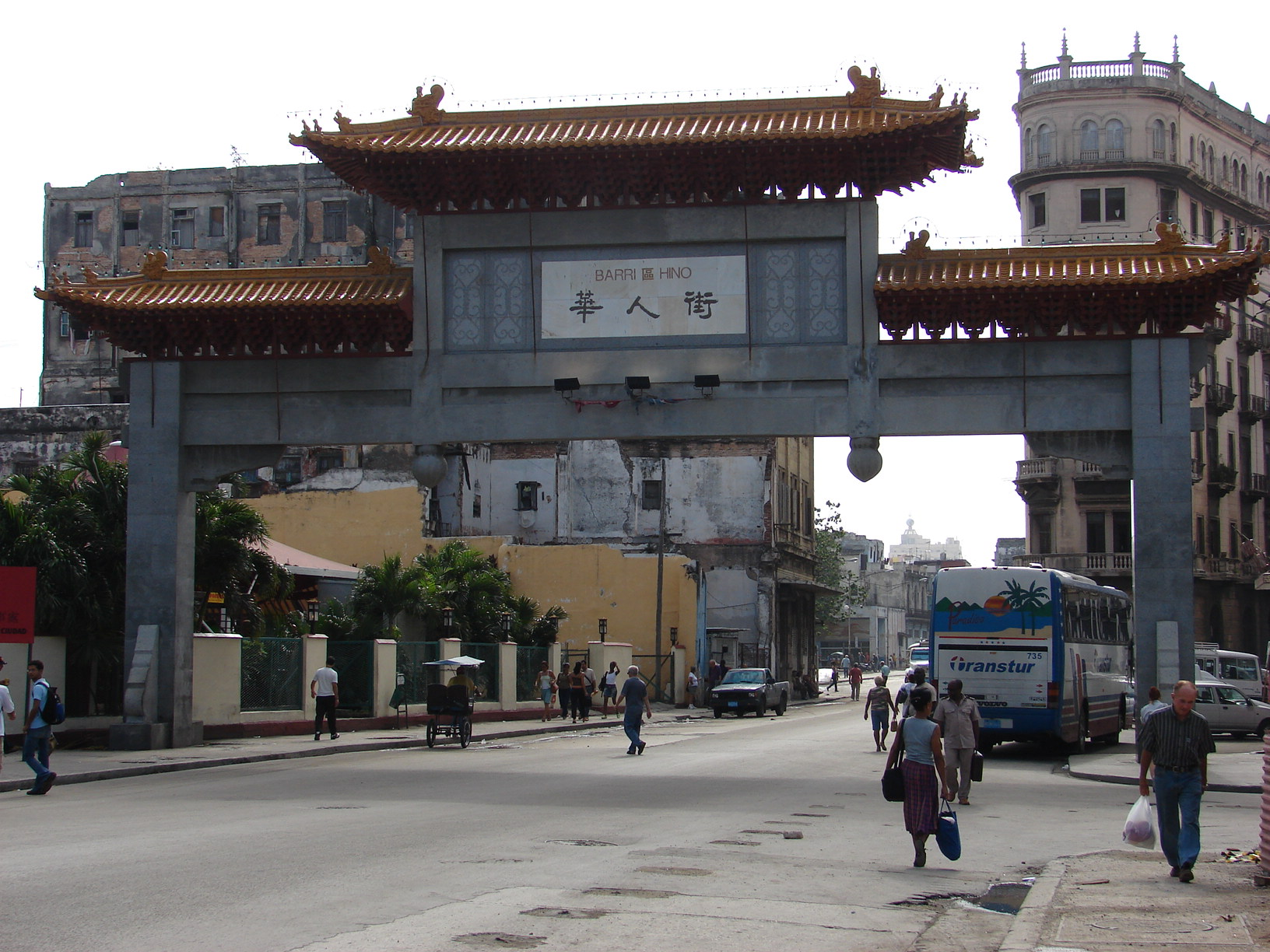
Гавана
Мехико
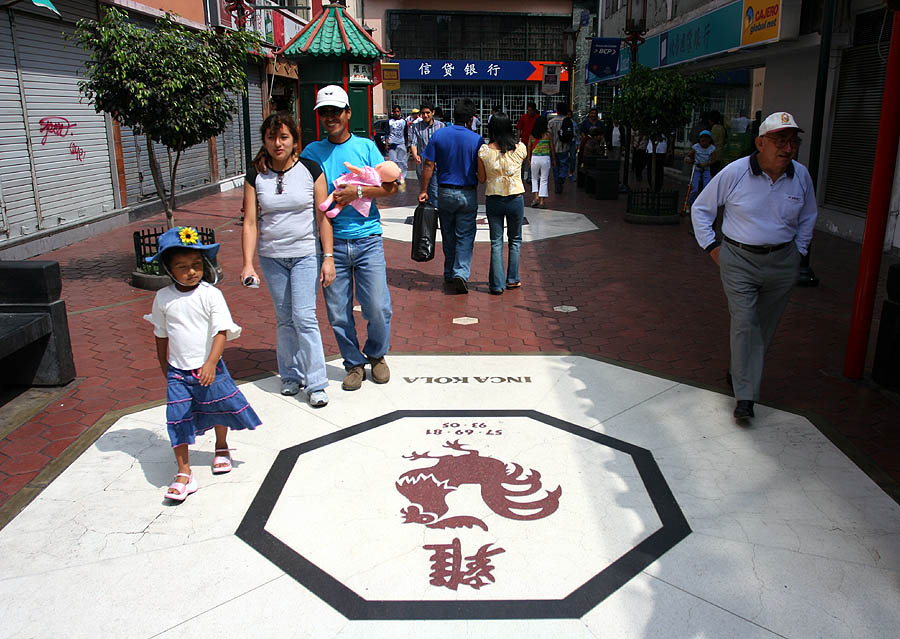
Лима
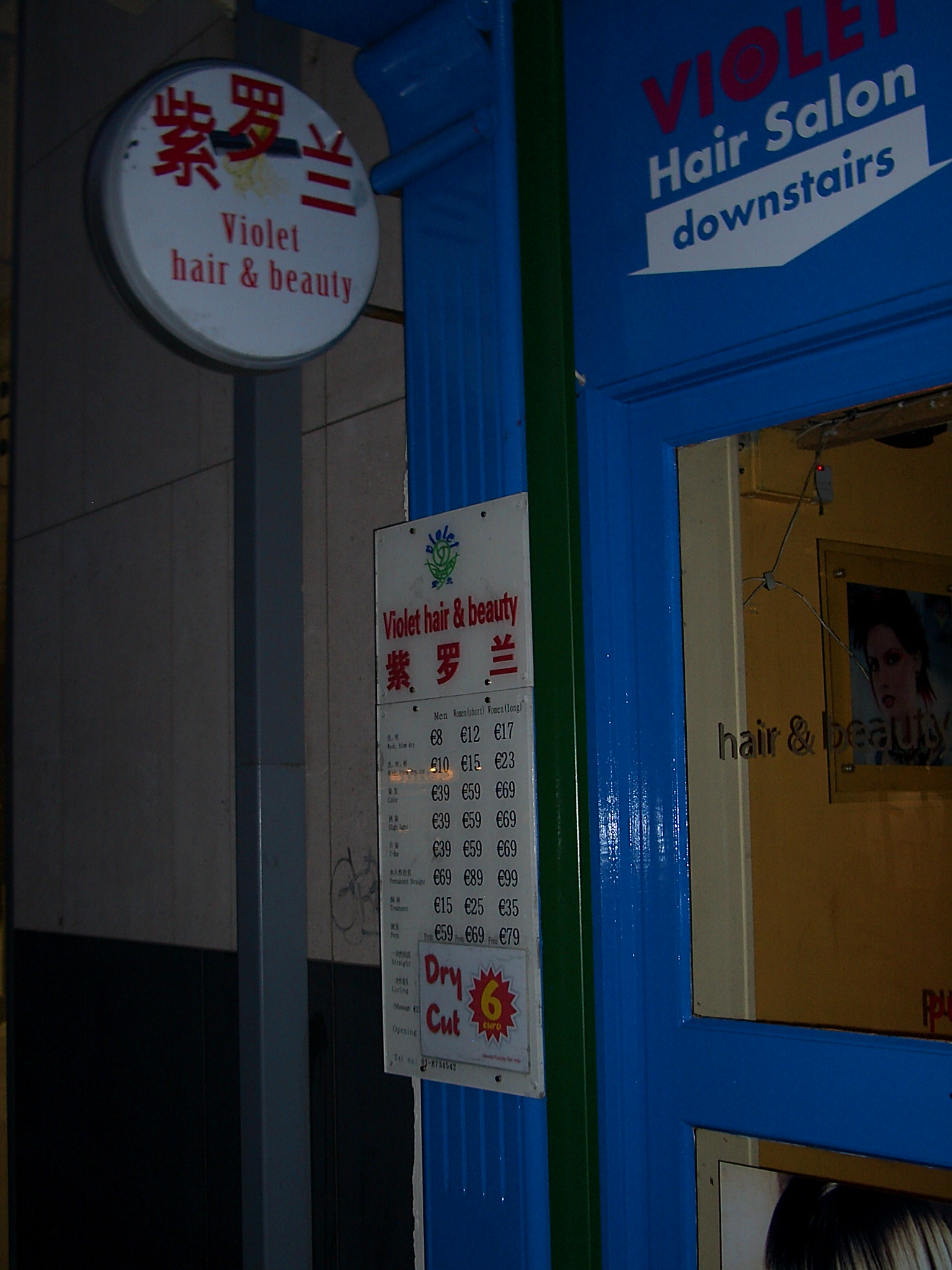
Дублин
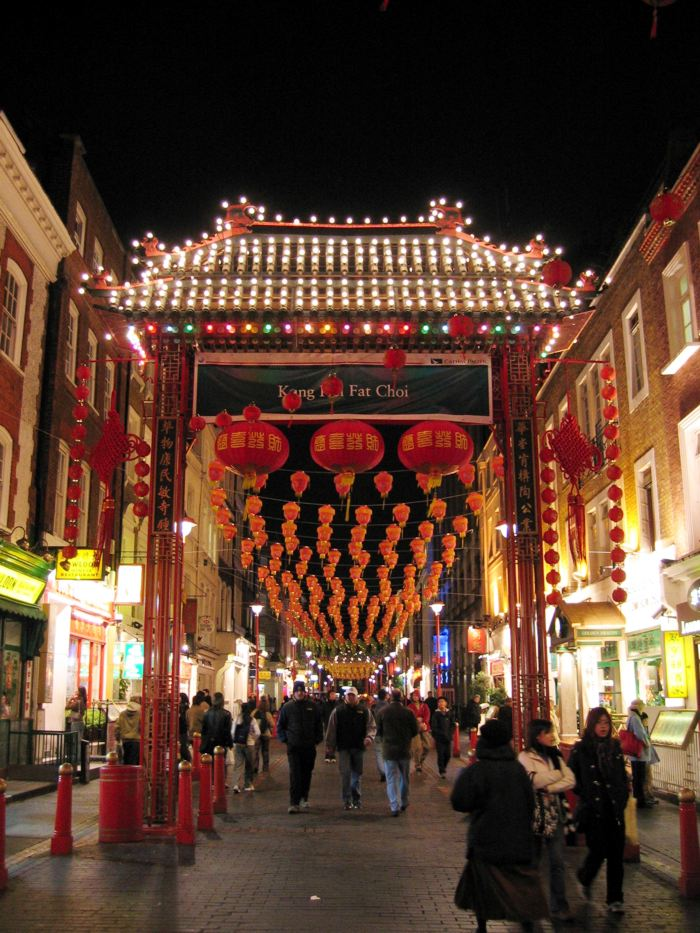
Лондон
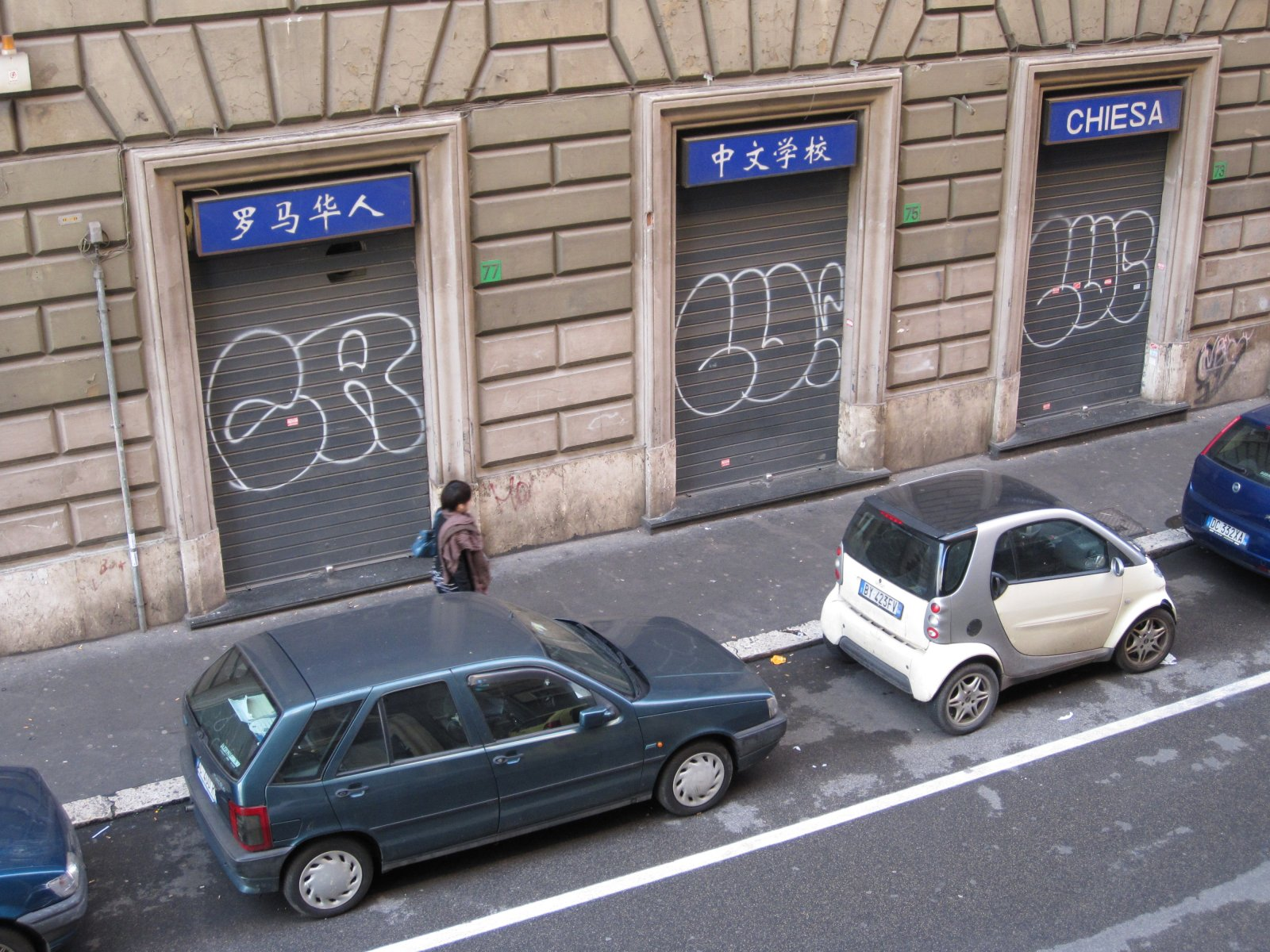
Рим
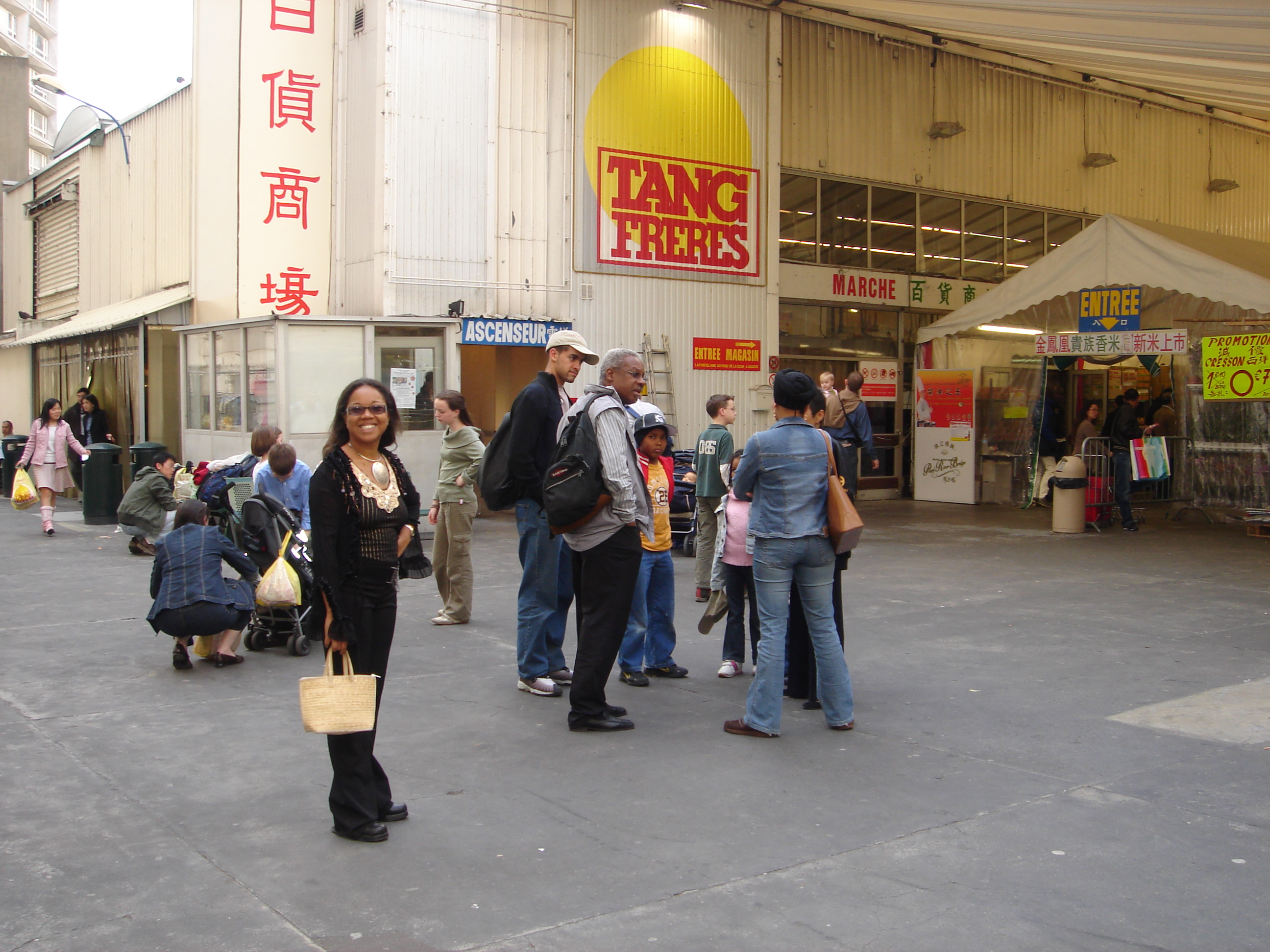
Париж
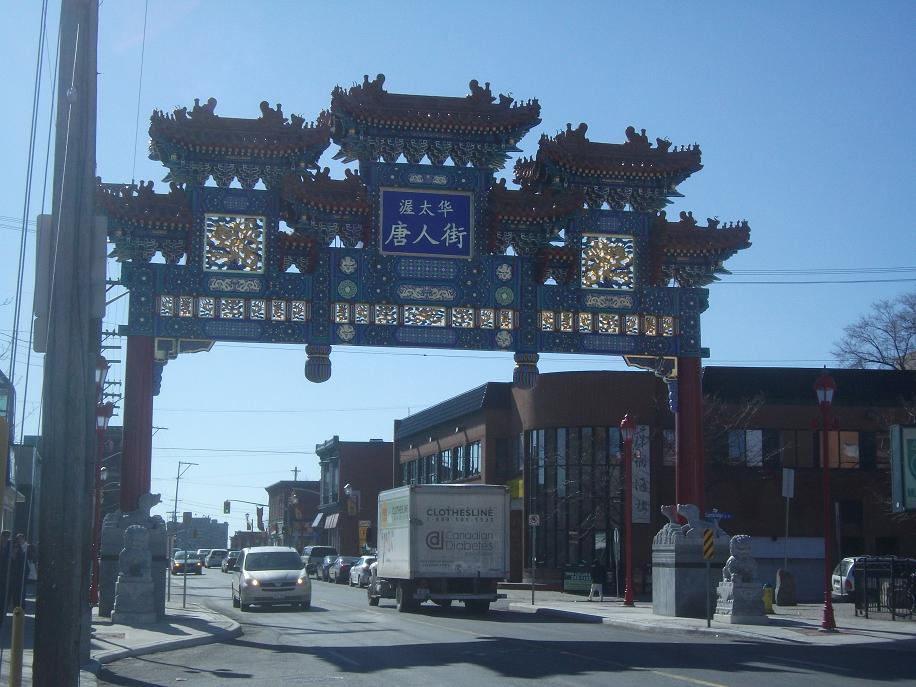
Оттава
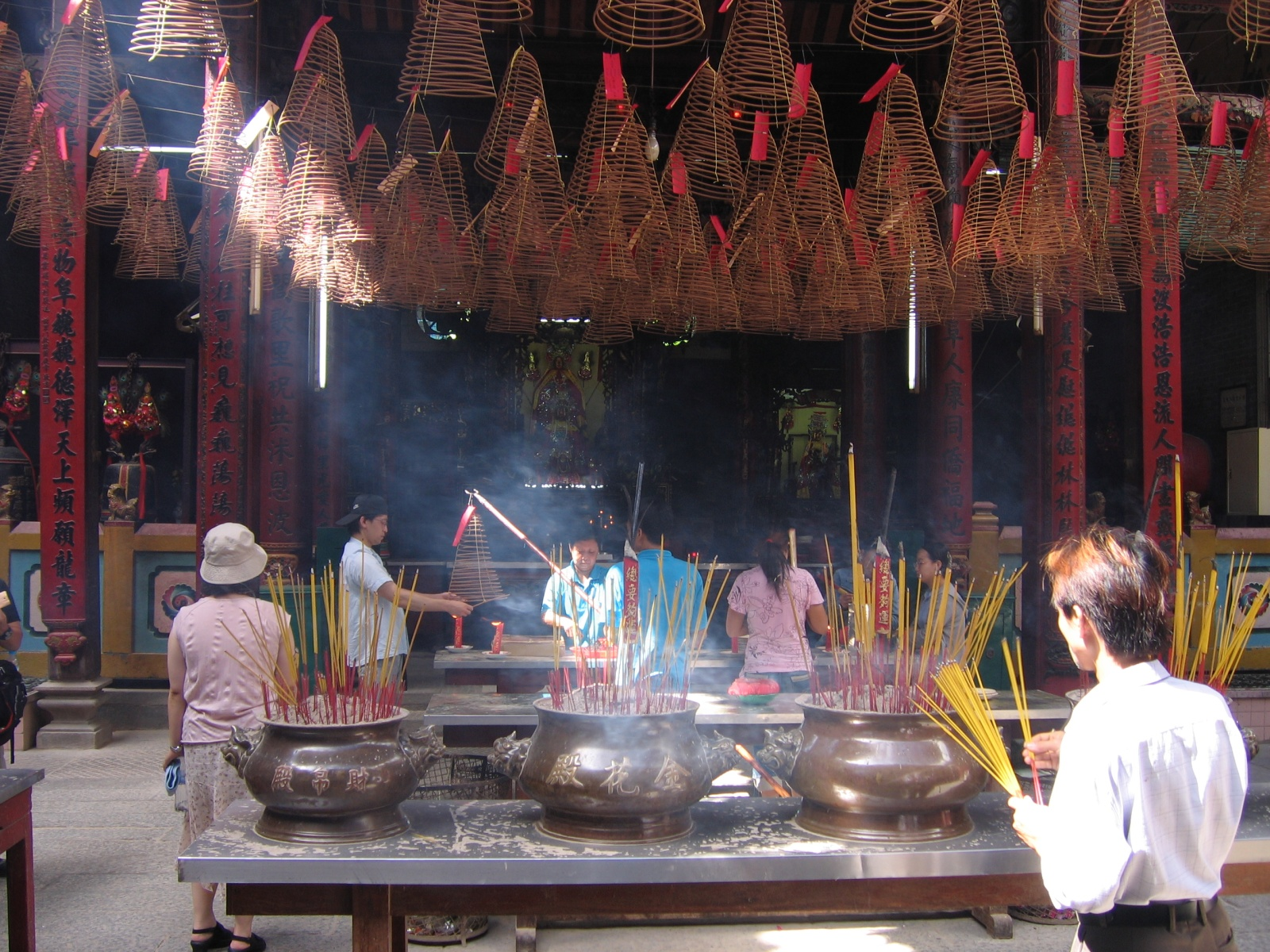
Хошимин
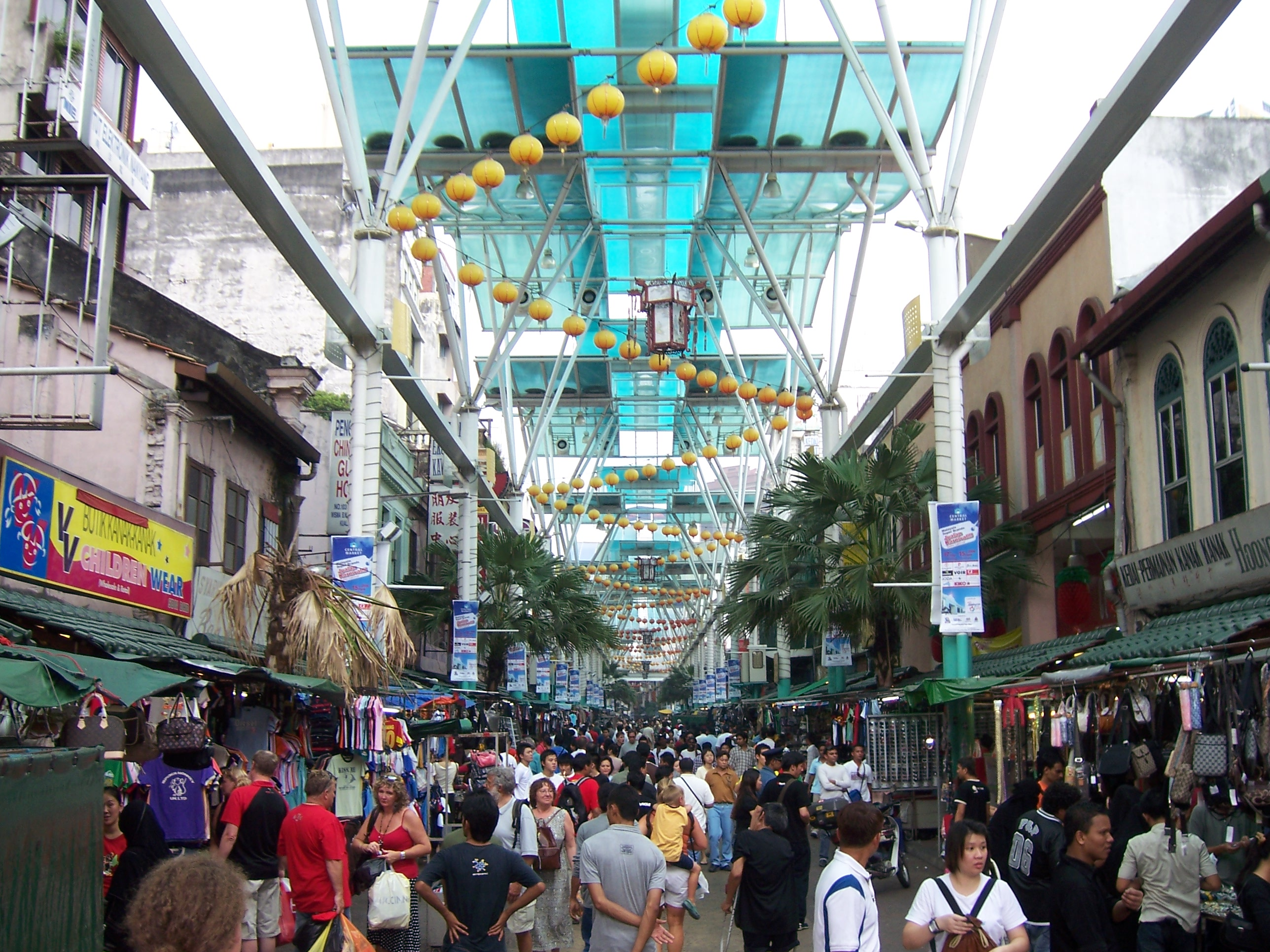
Куала-Лумпур
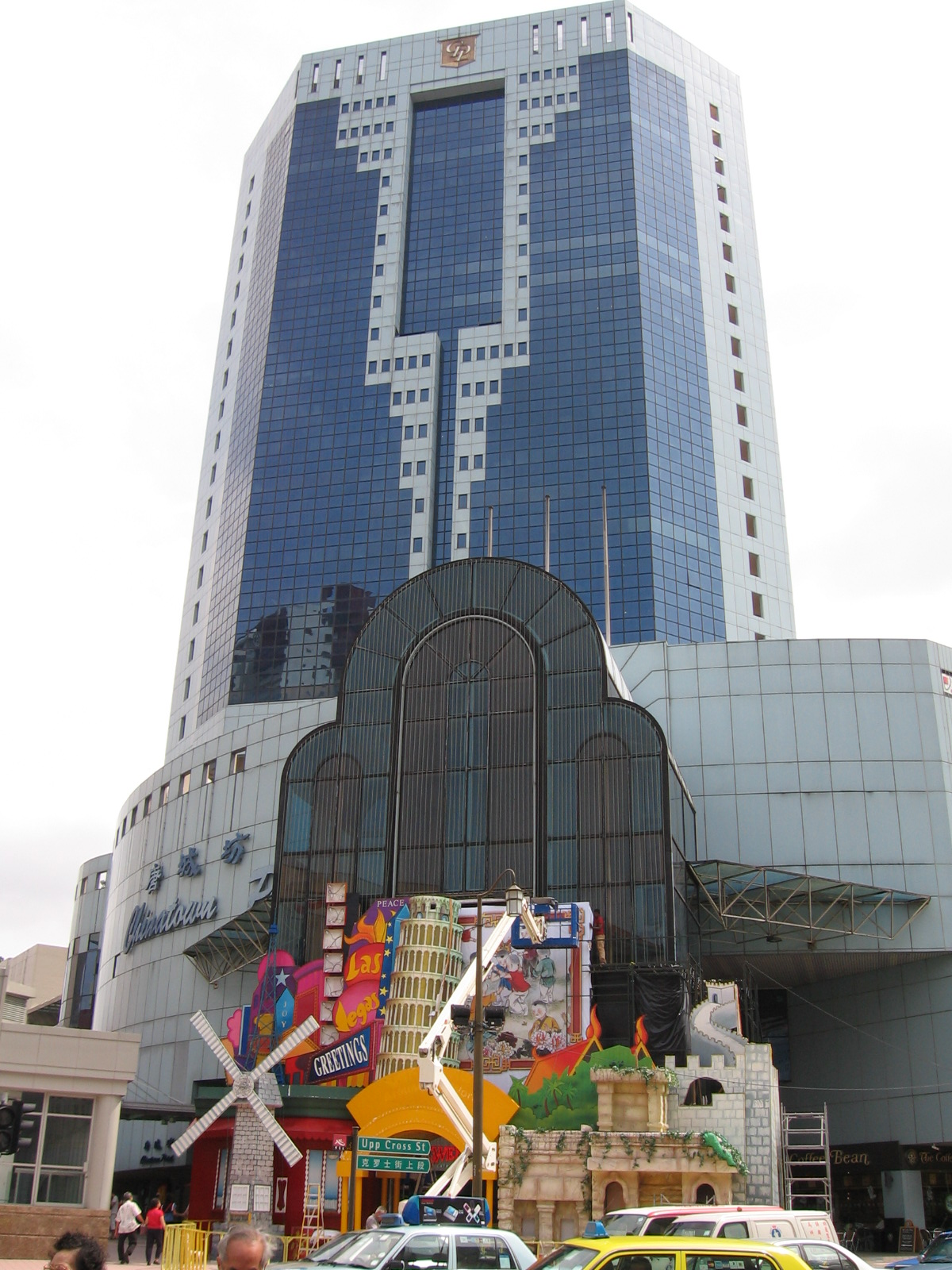
Сингапур
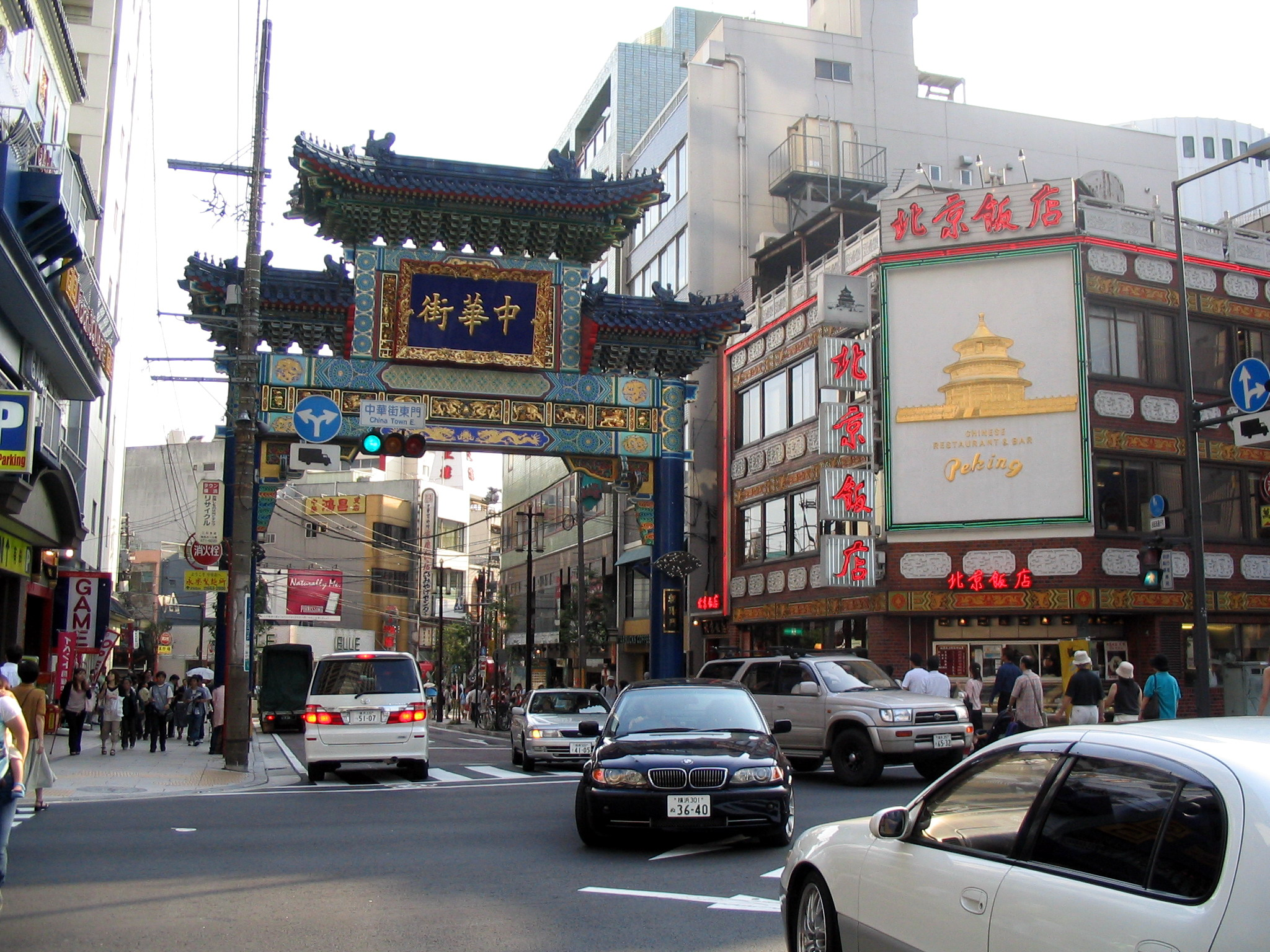
Йокогама
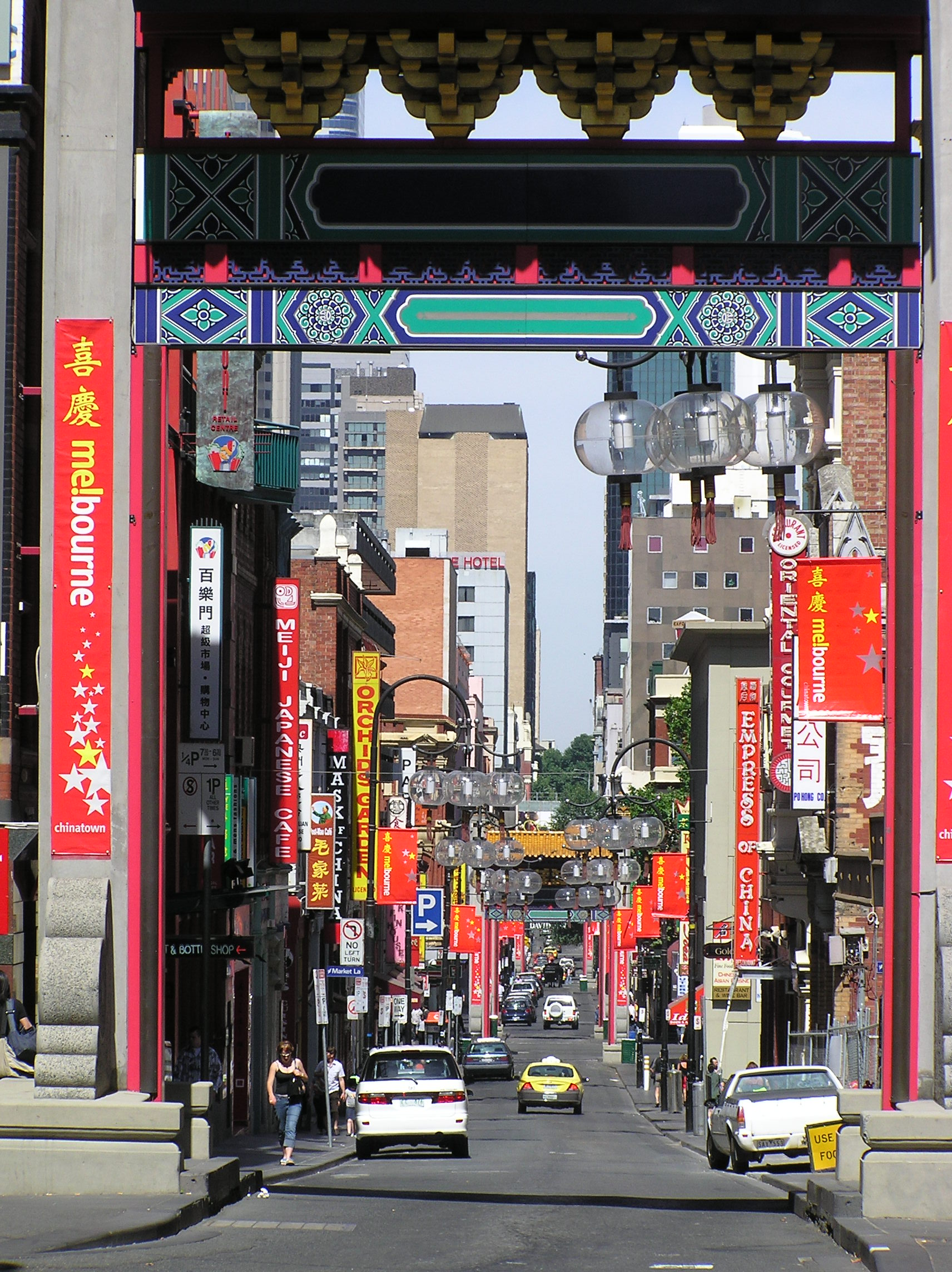
Мельбурн
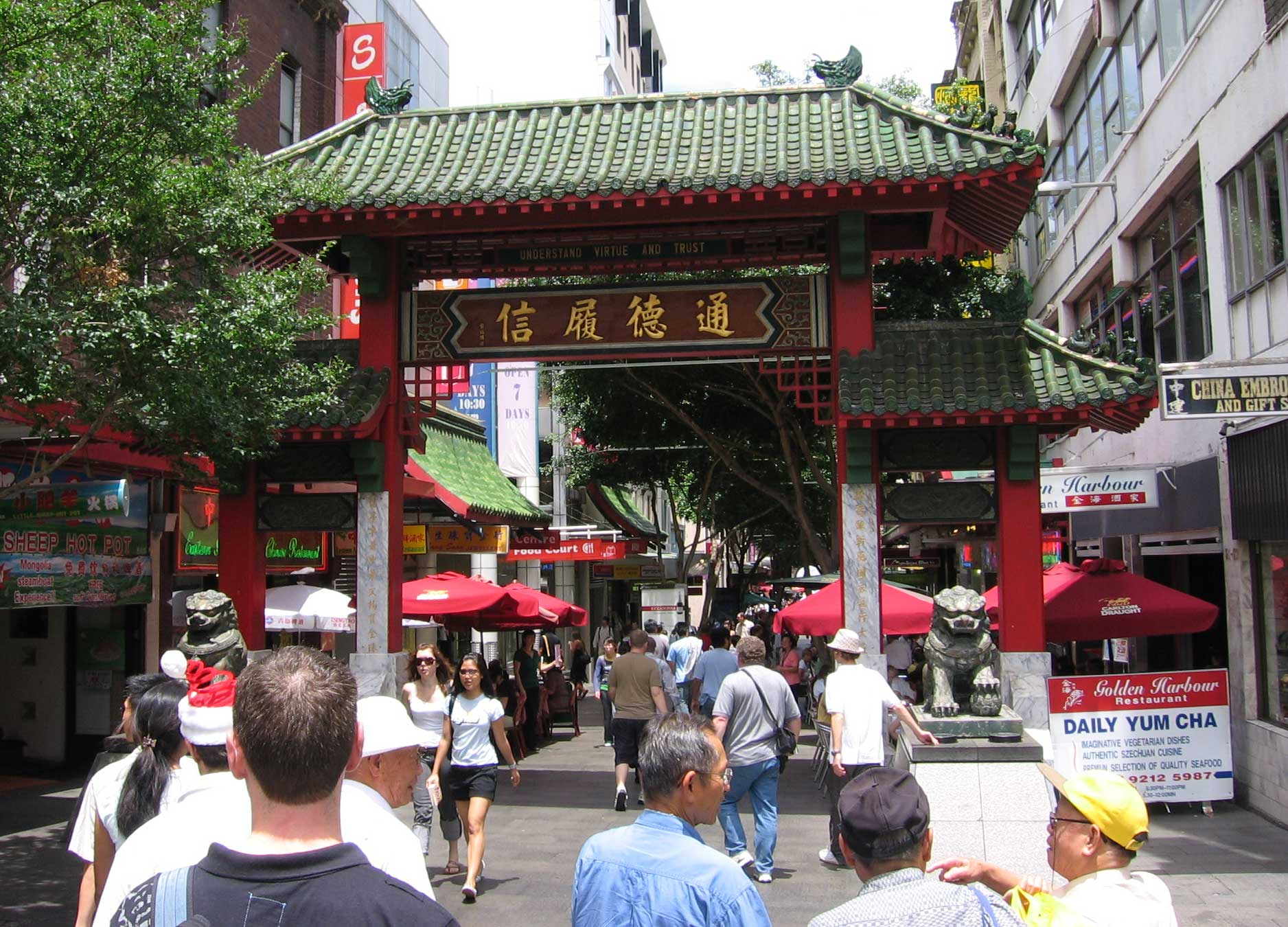
Сидней
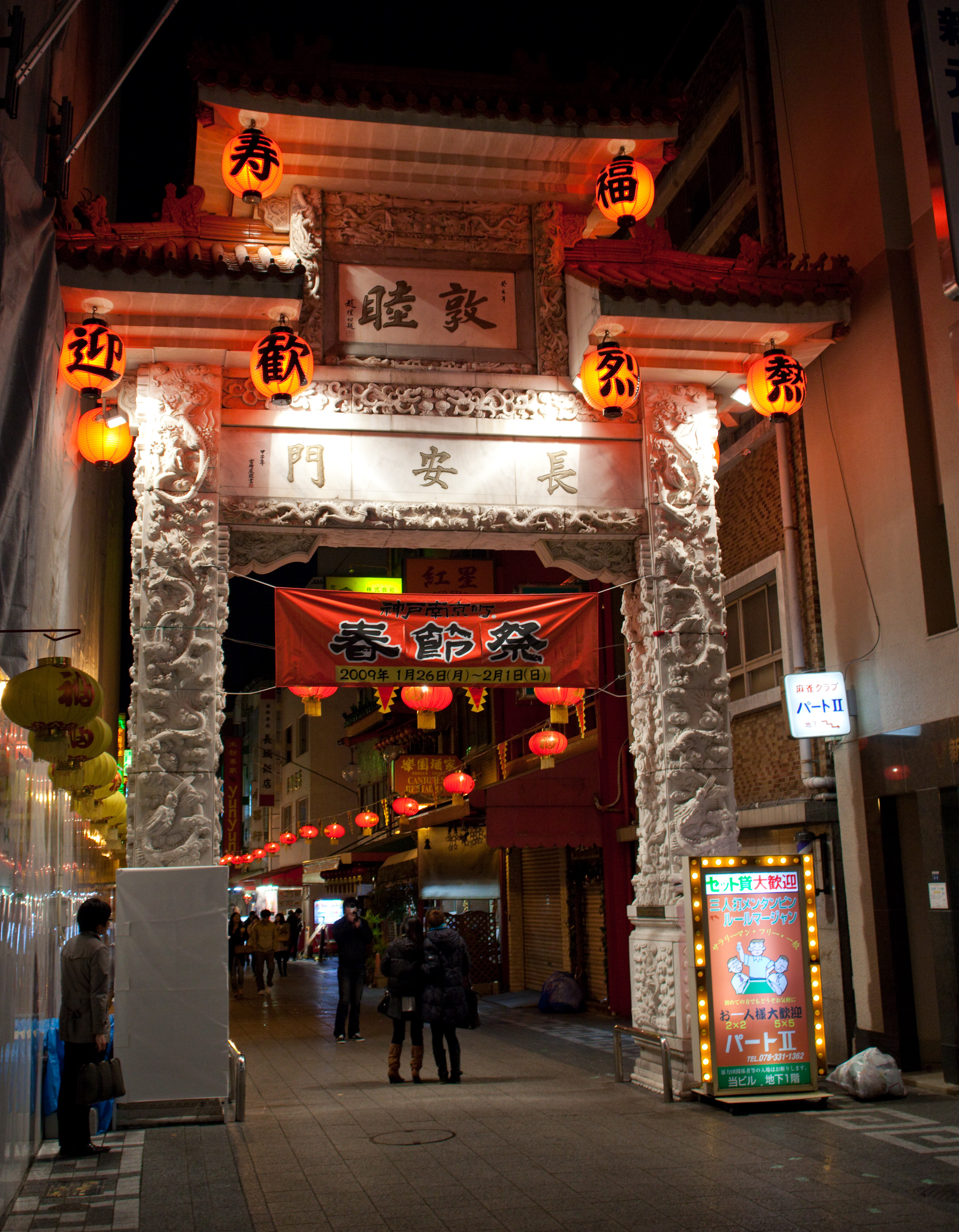
Кобе
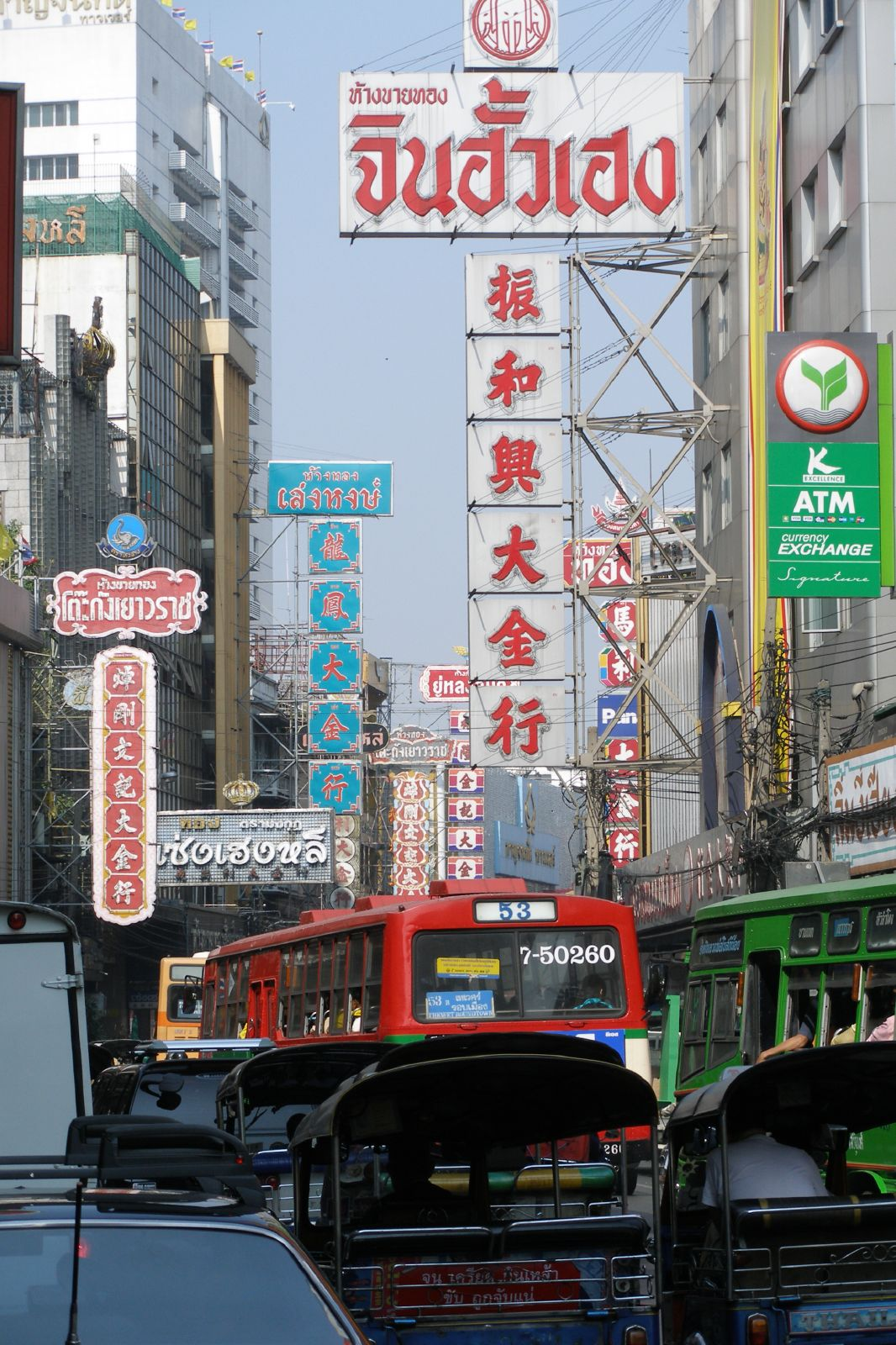
Бангкок
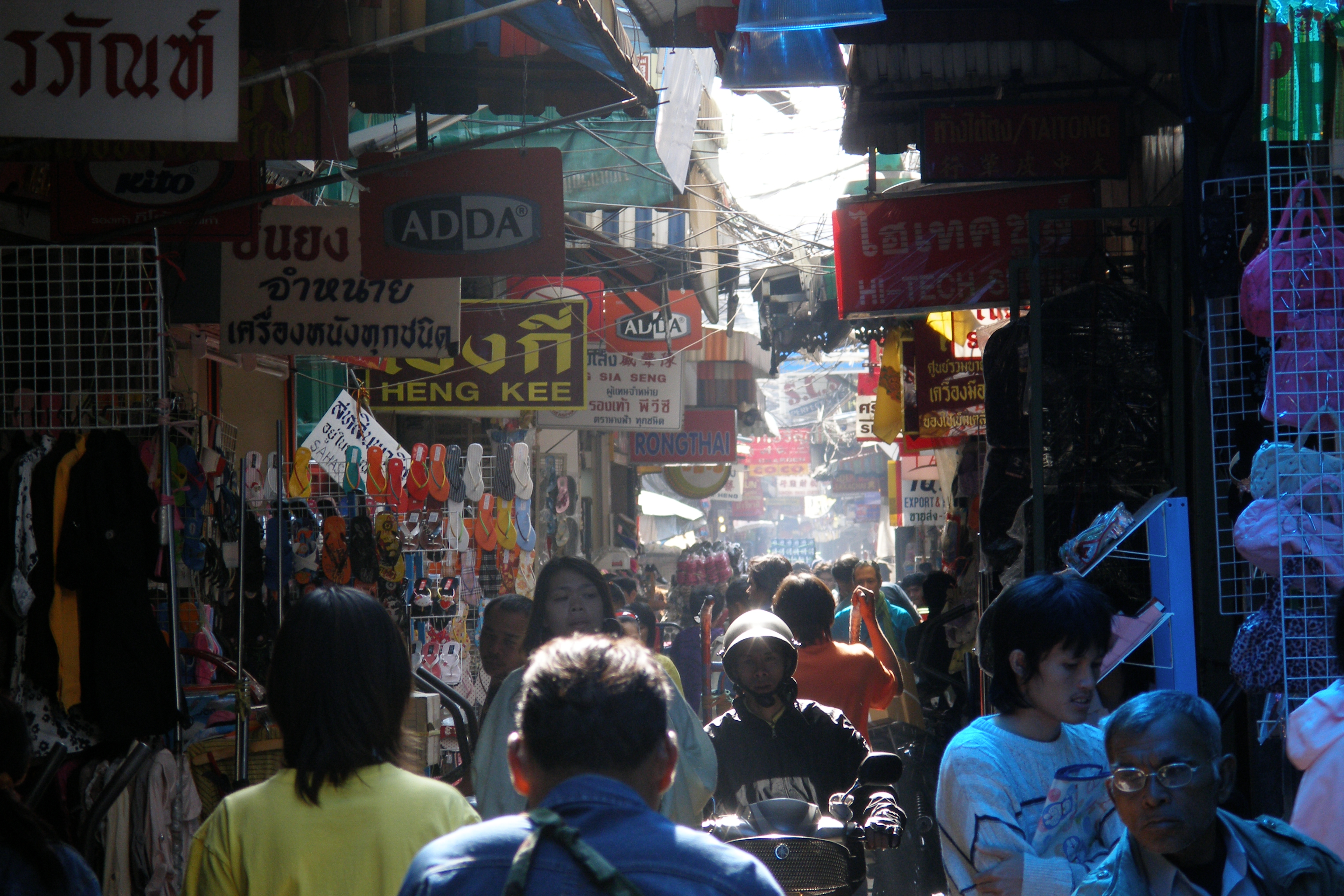
Бангкок